# Локтіонова Наталія Валентинівна
Наталія Валентинівна Локтіонова (з дому — Левченко, 16 квітня 1981, Київ) — українська політична діячка. Народний депутат України 9-го скликання, входить до фракції «Слуга народу».

## Із життєпису
Рідна сестра багаторічної помічниці Президента України Володимира Зеленського Марії Левченко. Освіта вища, закінчила Київський національний економічний університет імені Вадима Гетьмана за спеціальністю «Міжнародна економіка та менеджмент». У 2003—18 роках працювала на різних посадах у відділах з маркетингу та продажів міжнародних компаній.
У 2019 році — кандидат у народні депутати на парламентських виборах від партії «Слуга народу», № 146 у виборчому списку. На момент виборів безробітна. Допомагала партії у виборчому процесі на президентських та парламентських виборах 2019 року. З 2021 року — член Контрольно-ревізійної комісії «Слуги народу».
2 липня 2023 року Центральна виборча комісія України визнала Наталію Лактіонову обраною народним депутатом України у загальнодержавному багатомандатному виборчому окрузі замість Юрія Арістова, який достроково склав повноваження. 9 серпня 2023 року склала присягу народного депутата України.
Член Комітету з питань зовнішньої політики та міжпарламентського співробітництва.